# Klosterwappen
Klosterwappen är ett berg i Österrike.   Det ligger i distriktet Neunkirchen och förbundslandet Niederösterreich, i den östra delen av landet, 70 km sydväst om huvudstaden Wien. Toppen på Klosterwappen är 2 076 meter över havet. Klosterwappen ingår i Schneeberg.
Terrängen runt Klosterwappen är kuperad norrut, men söderut är den bergig. Klosterwappen är den högsta punkten i trakten. Närmaste större samhälle är Gloggnitz, 14,5 km sydost om Klosterwappen. 
I omgivningarna runt Klosterwappen växer i huvudsak blandskog. Runt Klosterwappen är det ganska tätbefolkat, med 75 invånare per kvadratkilometer.